# Optimus-tastatur
 For alternative betydninger, se Optimus. (Se også artikler, som begynder med Optimus)
Optimus-tastaturet er et tastatur under udvikling. Det er endnu ikke blevet lanceret. Det har en lille farveskærm i hver tast, hvilket gør det muligt løbende at vise, hvad tasternes aktuelle funktion er. Tastaturet bliver udviklet af Art. Lebedev Studio, en russisk designvirksomhed. Flere 3D-gengivne billeder af tastaturet er tilgængelige, men ingen reelle fotografier.

## Opbygning
Ud fra de informationer, Art. Lebedev Studio har lagt på deres hjemmeside, kan man få et indtryk af, hvordan tastaturet kommer til at blive.
Tastaturet ligner andre pc-tastaturer i opbygningen. kabinettet er lavet i aluminium. Tasterne er lavet af polymer-plastik, hvilket gør dem mere holdbare. Inde i hver tast findes en LCD-skærm. De almindelige taster har en opløsning på 32x32 pixels og kan vise alle farver. Der er et numerisk tastatur ligesom på mange andre tastaturer. I venstre side finder man en række ekstra taster, som brugeren selv kan konfigurere.
Det vil komme til at virke i en standard-tilstand uanset styresystem, hvor det blot virker som et helt almindeligt tastatur. Hvis man har drivere til det, kan grafikken på tasterne ændres. Som eksempel kan værktøjs-ikoner vises, når man åbner Adobe Photoshop, og alle specialtaster vises med et sigende ikon, når man spiller Quake. Et andet eksempel er, at det er nemt at skifte fra QWERTY- til Dvorak-layout. Når man trykker shift-tasten, vil alle bogstavs-taster vise et stort bogstav, og når man giver slip, vil de være små igen. Man vil ikke glemme, om Caps Lock er slået til, når man skriver sin adgangskode. Tasterne kan ligeledes animeres, eller man kan forme mosaikker ved at vise grafik på flere taster ad gangen.
Kommunikationen og drivere forventes at blive løsladt som open source, hvilket gør det nemt at portere til andre platforme.

## Omtale
Art. Lebedev Studios hjemmeside fik meget opmærksomhed, da tastaturet blev optalt på Slashdot den 14. juli 2005. Mange teknologi-relaterede hjemmesider har efterfølgende skrevet om det.
Nogle mener, at der er tale om vaporware, dvs. at tastaturet måske er på tegnebrættet, men aldrig kommer i produktion. Dog er en prototype, Optimus Mini Three, blevet lanceret.

## Lignende tastaturer
Den russiske designvirksomhed har lanceret en prototype, de kalder Optimus Mini Three. Det har tre store knapper, som brugeren selv kan konfigurere.
Et andet tastatur med samme funktionalitet kaldet 205PRO bliver produceret af United Keys. Tasterne har sort/hvide LCD-skærme med en opløsning på 20x20 pixels.